# Mogera insularis
Mogera insularis là một loài động vật có vú trong họ Talpidae, bộ Soricomorpha. Loài này được Swinhoe mô tả năm 1862.